# Xylopteryx protearia
Xylopteryx protearia là một loài bướm đêm trong họ Geometridae.